# Círculo electoral del Rin
El Círculo electoral del Rin (en alemán: Kurrheinischer Reichskreis) era una de las diez circunscripciones del círculo imperial en las que Maximiliano I de Habsburgo dividió el Sacro Imperio Romano Germánico en 1512.

## Composición
El círculo estaba formado por los siguientes estados:
| Nombre               | Tipo de entidad          | Comentarios                                                                                      |
| -------------------- | ------------------------ | ------------------------------------------------------------------------------------------------ |
| Arenberg             | Condado                  | Desde 1549. Principado desde 1576. Ducado desde 1644.                                            |
| Beilstein            | Señorío                  | Vinculado al Condado de Nassau desde 1343.                                                       |
| Coblenza             | Orden Teutónica Bailiaje | Se trataba de una serie de territorios vinculados a la Orden Teutónica.                          |
| Colonia              | Arzobispado              | Restablecido en 953.                                                                             |
| Maguncia             | Arzobispado              | Establecido en 781.                                                                              |
| Nieder-Isenburg      | Condado                  | Desde 1199. Dividido en 1502 en: Isenburg-Grenzau y Isenburg-Neumagen. Desaparecido en 1664.     |
| Palatinado Electoral | Palatinado               | Establecido en 1085. Vinculado a la Familia Wittelsbach desde 1214. Príncipe-Elector desde 1356. |
| Rheineck             | Burgraviato              | Vasallo de Colonia. Vinculado al Freiherr de Varsberg desde 1576.                                |
| Thurn und Taxis      | Freiherr                 | Desde 1608. Condado desde 1624. Principado desde 1695.                                           |
| Tréveris             | Arzobispado              | Establecido en 902.                                                                              |

- Datos: Q378108
- Multimedia: Electoral Rhenish Circle / Q378108